# Matthijs van Heijningen

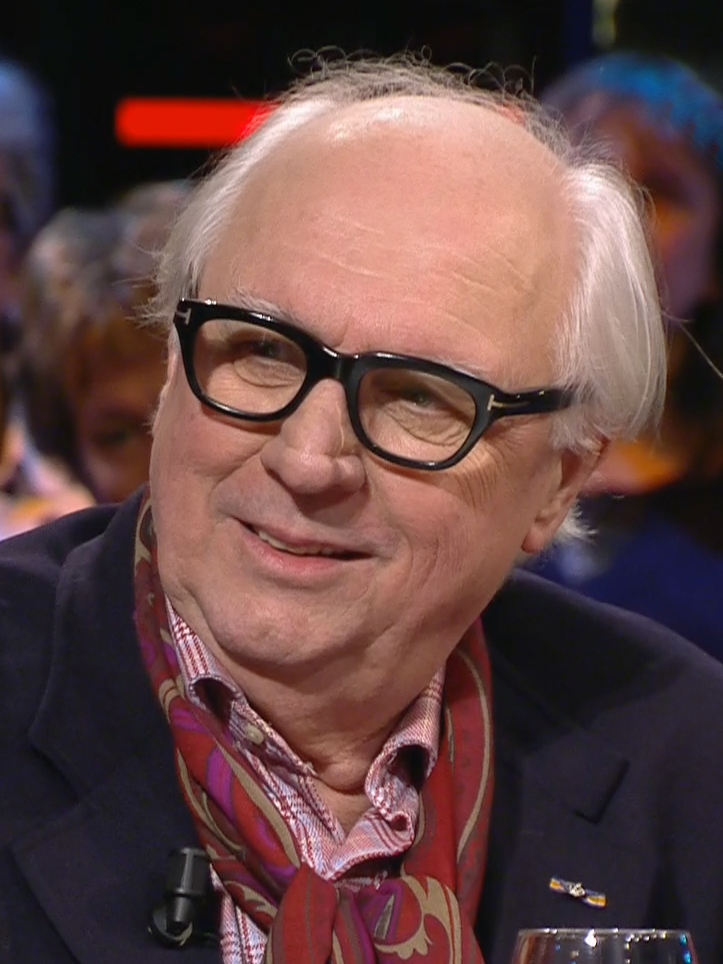
Matthijs van Heijningen (2018)

Matthijs van Heijningen (Alphen aan den Rijn, 17 april 1944) is een Nederlands filmproducent.

## Loopbaan
Hij debuteerde in 1975 met Zwaarmoedige verhalen voor bij de centrale verwarming, dat door vier verschillende regisseurs gemaakt werd. Later zou hij furore maken met veel grote films, voornamelijk boekverfilmingen. Voorbeelden zijn Een vlucht regenwulpen (naar het boek van Maarten 't Hart), Van de koele meren des doods (naar Frederik van Eeden), Eline Vere (naar Couperus), Op hoop van zegen (naar Herman Heijermans) en Kees de jongen (naar Theo Thijssen). Hij wisselt grootschalige en commercieel interessante films af met kleine, meer artistieke projecten.
In de loop van de tijd heeft hij er plezier in gekregen het prototype filmproducent te spelen, wat vooral tot uiting komt door zijn onafscheidelijke sigaar. Bovendien parodieerde hij zichzelf in 1999 in een cameo in Eddy Terstalls De boekverfilming.
In 1994 werd Van Heijningen benoemd tot Ridder in de Orde van Oranje Nassau en won hij een Gouden Kalf voor 1000 Rosen. In 1999 kreeg hij het Gouden Kalf voor de Cultuurprijs van het Nederlands Film Festival.
Van Heijningens laatste bioscoophit Een maand later stamt uit 1987. Zijn latere films hadden minder succes.
Van Heijningen maakte met André van Duren de verfilming van een origineel scenario De Bende van Oss over de criminele bendes in Oss in de jaren dertig van de twintigste eeuw. Verder wordt doorgewerkt aan een verfilming van Gijsbrecht van Aemstel door Theu Boermans, waar zo'n 7,5 miljoen euro aan financiering voor nodig is.
Van Heijningen is in de jaren negentig uitbater geweest van bioscoop The Movies in de Amsterdamse Haarlemmerstraat.
Matthijs van Heijningen is de vader van filmproducent en -regisseur Matthijs van Heijningen jr.

## Filmografie
In deze lijst staan alle films waar Van Heijningen als producent aan meewerkte, met tussen haakjes de regisseur.
- 2018 Het leven is vurrukkulluk (Frans Weisz)
- 2016 De Helleveeg (André van Duren)
- 2011 De Bende van Oss (Openingsfilm Nederlands Film Festival 2011) (André van Duren)
- 2003 Kees de jongen (André van Duren)
- 2001 De vriendschap (Nouchka van Brakel)
- 2000 De Zwarte Meteoor (Guido Pieters)
- 2000 The island of the mapmaker's wife (Michie Gleason)
- 2000 De omweg (Frouke Fokkema)
- 1999 De bal (Danny Deprez)
- 1997 The Tango Lesson (Sally Potter)
- 1996 Advocaat van de hanen (Gerrit van Elst)
- 1995 All men are mortal (Ate de Jong)
- 1995 Affair play (Roeland Kerbosch)
- 1994 Wildgroei (Frouke Fokkema)
- 1994 1000 Rosen (Theu Boermans)
- 1993 Vals licht (Theo van Gogh)
- 1992 Orlando (Sally Potter)
- 1992 Voor een verloren soldaat (Roeland Kerbosch)
- 1991 Eline Vere (Harry Kümel)
- 1990 Kracht (Frouke Fokkema)
- 1989 Rituelen (Herbert Curiel)
- 1987 Een maand later (Nouchka van Brakel)
- 1986 Op hoop van zegen (Guido Pieters)
- 1986 In de schaduw van de overwinning (Ate de Jong)
- 1984 Gebroken spiegels (Marleen Gorris)
- 1984 Ciske de Rat (Guido Pieters)
- 1983 De Lift (Dick Maas)
- 1983 Een zaak van leven of dood (George Schouten)
- 1982 De stilte rond Christine M. (Marleen Gorris)
- 1982 Van de koele meren des doods (Nouchka van Brakel)
- 1981 Een vlucht regenwulpen (Ate de Jong)
- 1980 Lieve jongens (Paul de Lussanet)
- 1979 Andy, bloed en blond haar (Frank Wiering)
- 1979 Een vrouw als Eva (Nouchka van Brakel)
- 1978 Mysteries (Paul de Lussanet)
- 1977 Het debuut (Nouchka van Brakel)
- 1976 Alle dagen feest (Ate de Jong e.a.)
- 1975 Flanagan (Adriaan Ditvoorst)
- 1975 Zwaarmoedige verhalen voor bij de centrale verwarming (Nouchka van Brakel e.a.)